# Variante Juárez Celman
La Variante Juárez Celman (nomenclatura oficial RN 2V9) es una carretera pavimentada cordobesa, ubicada en cercanías de Córdoba. Pertenece a la Ruta Nacional 9 variante 2.
Es la variante de la Ruta Nacional 9. Corre de sur a norte por una traza casi recta, excepto antes de su fin, donde dobla hacia el este para unirse en un nudo a la Ruta Nacional 9, a escasos kilómetros al norte de Juárez Celman. Nace en un nudo con la Avenida de Circunvalación, a escasos kilómetros al este la Avenida Monseñor Pablo Cabrera. En su totalidad, pertenece a la Red de Accesos de la Ciudad de Córdoba.
Esta carretera sirve para que, quines viajen a Córdoba desde el norte, eviten las zonas urbanas de Guiñazú Norte y Juárez Celman.
Se inauguró en el año 1999, como parte del plan de obras de la Red de Accesos de la Ciudad de Córdoba. Además, también se proyectó la duplicación de esta carretera y su continuación hacia el norte. Lleva dicho nombre debido a que se encuentra al oeste del pueblo homónimo.